# Pasquale Buba
Pasquale A. Buba (Braddock, Pennsylvania, 1946. április 16. – Los Angeles, Kalifornia, 2018. szeptember 12.) amerikai filmvágó.

## Filmjei
- The Winners (1975, tv-dokumentumfilm-sorozat, egy epizód)
- Mister Rogers' Neighborhood (1975, tv-sorozat, hét epizód)
- Effects (1980)
- Motorlovagok (Knightriders) (1981)
- Creepshow - A rémmesék könyve (Creepshow)] (1982, The Lonesome Death of Jordy Verrill rész)
- A holtak napja (Day of the Dead) (1985)
- Majomszeretet: Egy félelmetes kutatás (Monkey Shines) (1988)
- A mostohaapa 2. (Stepfather II) (1989)
- Két gonosz szem (Due occhi diabolici) (1990, Il gatto nero rész)
- Mesék a kriptából (Tales from the Crypt) (1990, tv-sorozat, három epizód)
- A halálos árnyék (The Dark Half) (1993)
- Árral szemben (Striking Distance) (1993)
- Szemtől szemben (Heat) (1995)
- Richard nyomában (Looking for Richard) (1996, dokumentumfilm)
- A halál ára (The Brave) (1997)
- Simpatico (1999)
- Veszélyes körök (The In Crowd) (2000)
- Kínai kávé (Chinese Coffee) (2000)
- Szemtanú (I Witness) (2003)
- Bobby Jones: Egy legenda születése (Bobby Jones: Stroke of Genius) (2004)
- Babbleonia (2005, dokumentumfilm)
- Wilde Salomé (2011, dokumentumfilm)
- Salomé (2013)